# Wolfram von Eschenbach
Wolfram von Eschenbach (Wolfram från Eschenbach), född omkring 1170, död omkring 1220, var en  tysk riddare och poet, räknas till en av de största episka diktarna av sin tid. Som minnesångare skrev han också lyrisk poesi.

## Biografi
Mycket lite är känt om Wolframs liv. Av hans namn kan man sluta sig till att han föddes troligen i Wolframs-Eschenbach i Bayern, nära Ansbach och det är känt att han verkade vid ett flertal hov under sin livstid. Man antar också att han var analfabet, eftersom han i sitt verk Parzival nämner att arbetet skrevs ned genom diktat. 
Idag är Wolfram ihågkommen främst för just Parzival, av många ansett som det främsta episka verket från denna tid. Det är det äldsta bevarade verket på tyska som omnämner den heliga Graal och Wolfram anses av de flesta ha hämtat mycket av historien i berättelsen från Chrétien de Troyes' Perceval. Wolfram anger dock den i princip helt okände poeten Kyot från Provence som en viktigare källa. Hjälten i verket (med den tyska titeln Parzival) kallas Parsifal på svenska.
Parzival var huvudkällan till Richard Wagners libretto i operan med samma namn. Wolfram själv förekommer dessutom i operan Tannhäuser. 
von Eschenbach tillskrivs också citatet "Den som behärskar ögonblicket, han behärskar livet" som har överlevt till vår tid.

## Utmärkelser
Asteroiden 9909 Eschenbach är uppkallad efter honom.

## Verkförteckning
| Parzival                    | omkring 1200-1210 |
| Willehalm                   | omkring 1212-1217 |
| Titurel                     | omkring 1217      |
| Dessutom ett flertal sånger |                   |